# Key of Heart
Singles de BoA
Nanairo no Ashita ~Brand new beat~/Your Color
(2006) Winter Love
(2006)
Key of Heart est le 21e single de BoA sorti sous le label Avex Trax le 9 août 2006 au Japon. Il atteint la 7e place du classement de l'Oricon et reste classé 6 semaines pour un total de 40 943 exemplaires vendus. La chanson Key of Heart se trouve sur l'album Made in Twenty (20).
Key of Heart a été utilisé comme thème musical pour le film d'animation Over the Hedge.

## Liste des titres
| 1. | Key of Heart                                              |  |
| 2. | Dotch                                                     |  |
| 3. | Key of Heart (English ver.) (First Press)                 |  |
| 4. | Key of Heart (Korean ver.) (First Press édition coréenne) |  |

| 1. | Key of Heart (video clip)               |  |
| 2. | Key of Heart (Road Movie) (First Press) |  |